# Santuario di Sant'Antonio (Kotahena)
Il santuario di Sant'Antonio (in tamil: புனித அந்தோனியார் திருத்தலம்) è un santuario cattolico di Kochchikade, vicino Kotahena, all'interno dell'arcidiocesi di Colombo.
Le origini del santuario risalgono alla dominazione olandese sullo Sri Lanka. Una prima cappella fu costruita nel 1806, mentre per la struttura attuale si dovette aspettare il 1828. Il santuario fu consacrato il 1º giugno 1834.
Il santuario è stato colpito dagli attentati di Pasqua del 2019.